# میزبان باشگاه دبیرستان اوران
میزبان باشگاه دبیرستان اوران (به ژاپنی: 桜蘭高校ホスト部 Ōran Kōkō Hosuto Kurabu) یک مجموعه مانگا ژاپنی نوشته بیسکو هاتوری که توسط انتشارات هاکوسنشا در ماهنامه لالا بین سال‌های ۲۰۰۲ تا ۲۰۱۰ به چاپ رسیده است. از روی این مانگا یک سری رادیو درام ژاپنی، یک سری رمان بصری توسط آیدیا فکتوری، یک فیلم سینمایی و همچنین یک مجموعه تلویزیونی انیمه ۲۶ قسمتی به کارگردانی تاکورا ایگاراشی که توسط استودیو بونز از آوریل تا سپتامبر ۲۰۰۶ در شبکهٔ نیپون تلویژن پخش شد.